# Khandapada
Khandapada là một thị xã và là nơi đặt ủy ban khu vực quy hoạch (notified area committee) của quận Nayagarh thuộc bang Orissa, Ấn Độ.

## Nhân khẩu
Theo điều tra dân số năm 2001 của Ấn Độ, Khandapada có dân số 8754 người. Phái nam chiếm 52% tổng số dân và phái nữ chiếm 48%. Khandapada có tỷ lệ 75% biết đọc biết viết, cao hơn tỷ lệ trung bình toàn quốc là 59,5%: tỷ lệ cho phái nam là 82%, và tỷ lệ cho phái nữ là 67%. Tại Khandapada, 12% dân số nhỏ hơn 6 tuổi.